# Magnetochemia
Magnetochemia – dział chemii fizycznej obejmujący badania zależności między własnościami magnetycznymi a budową chemiczną substancji.
Substancje dzieli się na:
- paramagnetyczne (wciągane przez niejednorodne pole magnetyczne do obszaru o większym natężeniu pola)
- diamagnetyczne (wypierane z pola magnetycznego)

Własności te zależą od wypadkowego momentu magnetycznego elektronów. Większość substancji ma własności diamagnetyczne. Paramagnetyczne są cząsteczki i rodniki zawierające niesparowane elektrony. Niektóre substancje paramagnetyczne wciągane są bardzo silnie przez niejednorodne pole magnetyczne (np. żelazo, kobalt, nikiel, magnetyt); zwane są one one ferromagnetycznymi.
Magnetochemia ma duże znaczenie w badaniach strukturalnych, badaniach rodników, procesów polimeryzacji i innych.